# Baiser amoureux
Pour un article plus général, voir Baiser.

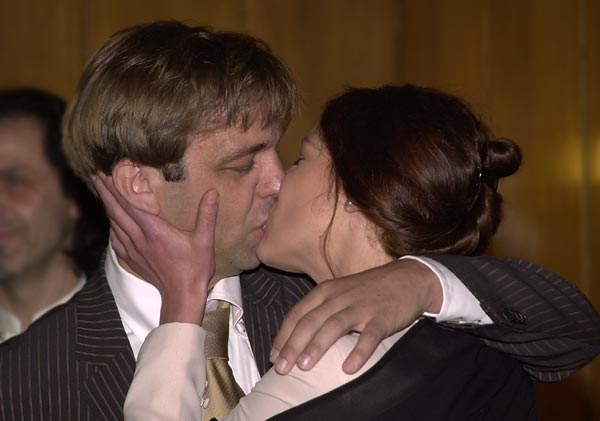
Baiser entre mariés.

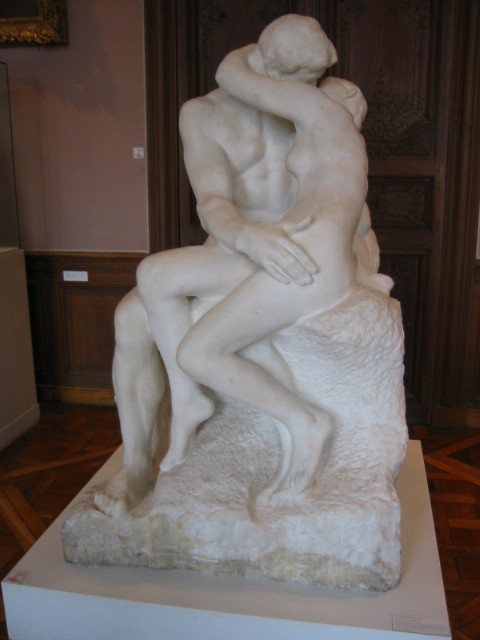
Le Baiser, Auguste Rodin, Musée Rodin de Paris.

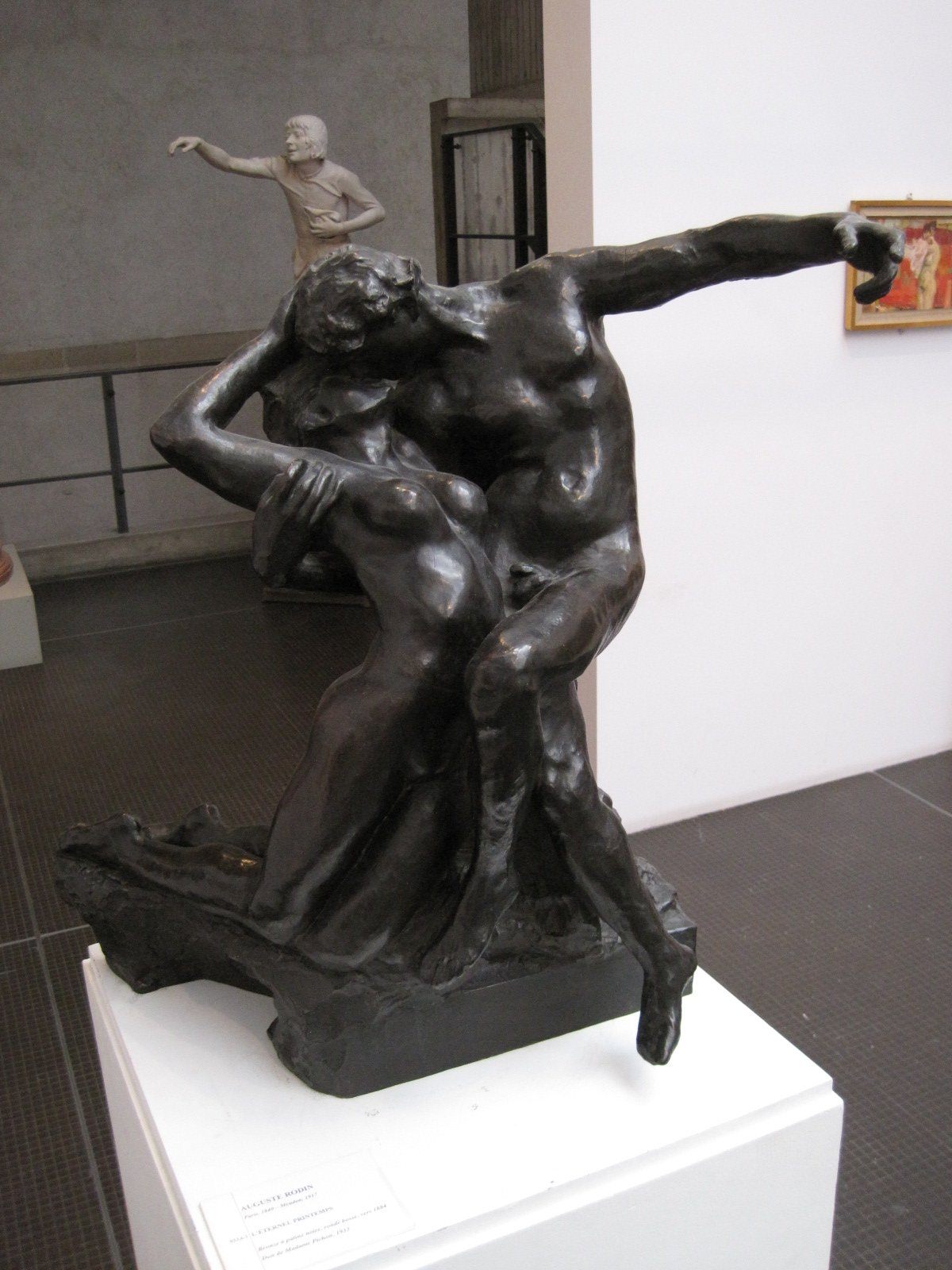
L'Éternel Printemps, Auguste Rodin, Musée des beaux-arts et d'archéologie de Besançon.

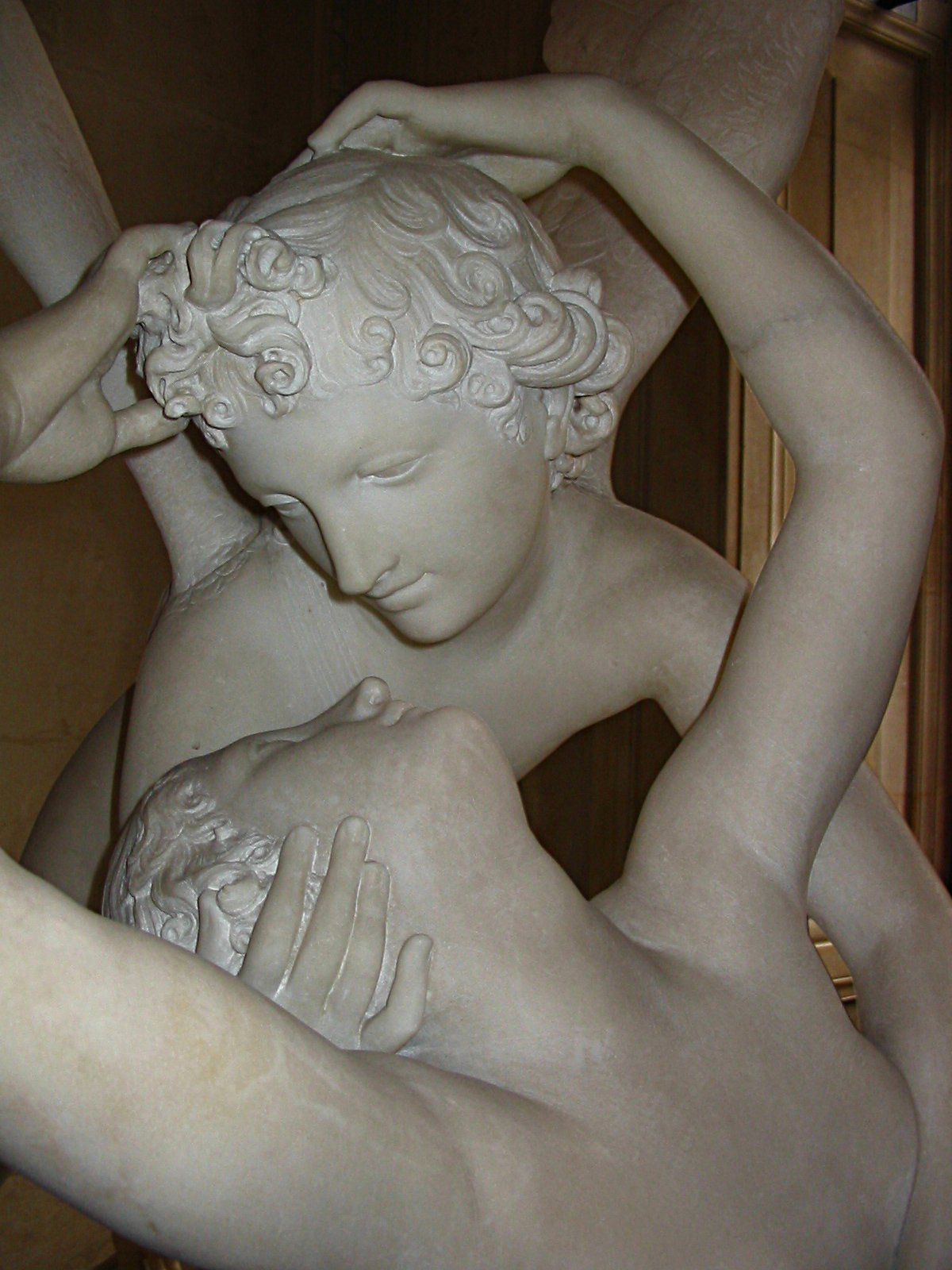
Psyché ranimée par le baiser de l'Amour, Antonio Canova, Musée du Louvre, Paris.

Le baiser amoureux, baiser sexuel, aussi appelé baiser avec la langue, baiser profond, French kiss, cataglottisme, baiser florentin, baiser langoureux ou familièrement, une pelle, un patin ou une galoche, est un baiser érotique qui consiste en une exploration partagée et variée des lèvres, de la langue et de la bouche tout entière.

## Autres appellations
Au XIXe siècle, le baiser amoureux était également appelé « baiser florentin ». Cette expression, attribuée à Napoléon Bonaparte, a été abandonnée depuis.

## Baiser érotique
Le baiser avec la langue est une activité érotique hautement valorisée dans les sociétés occidentales, à tel point que le baiser est la seule activité sexuelle qui peut être pratiquée en public.
Au cinéma, le baiser est même fréquemment diffusé dans les téléfilms, mais aussi dans les médias et reproduit sous diverses formes artistiques (cf. entre autres le « Baiser » de Rodin ou le « Psyché …» de Canova, ci-contre).
Le baiser lingual est souvent le premier échange physique intime entre deux partenaires. Dans la culture occidentale, il est un préliminaire généralement réalisé avant les activités génitales. Le baiser consiste en une exploration partagée et variée des lèvres, de la langue et de la bouche tout entière, avec de simples contacts ou des mordillements, accompagnés ou non de mouvements de la langue.
La proximité des visages et des regards échangés favorise les émotions chaleureuses entre les partenaires.

## Éthologie
Le baiser lingual érotique est observé chez les hominidés. Mais c'est une activité qui est surtout pratiquée par les juvéniles (équivalent aux préadolescents chez les humains) et qui est moins fréquente que les activités génitales (seulement 6 % des activités sexuelles quotidiennes observées au zoo de San Diego, avec une fréquence moyenne d'une fois toutes les 4 heures).

## Ethnologie
Chez Homo sapiens, le baiser érotique avec la langue n’est pas une activité universelle. Il n’est pas pratiqué dans plusieurs sociétés (Adaman, Balinais, Chamorros, Chewas, Lepchas, Manus, Sirionos, Thongas, Tinguians). À la place du baiser, les Tinguians approchent les lèvres près de la figure de leur partenaire et inhalent soudainement. Ailleurs, les personnes sucent les lèvres et la langue du partenaire pour que la salive s’écoule d’une bouche à l’autre (Kwakiutl, Trobriandais, Alorais, Truckais). Chez les Lapps, le baiser est réalisé simultanément avec la bouche et le nez. Dans d'autres sociétés, on considère le baiser comme dégoûtant, car les fluides corporels sont souvent considérés comme contaminants, ou impurs ou répugnants. Quand les Thonga ont observé les premiers Occidentaux s'embrasser, ils ont eu des réactions de moqueries en disant que les Occidentaux mangeaient leurs saletés. Enfin, certaines sociétés expliquent que la bouche est « naturellement » prévue pour l’alimentation, et en fonction de cette analyse considèrent le baiser comme une activité sexuelle « anormale » et « contre-nature »,.
En raison de l'influence de la culture occidentale (missionnaires, films, scolarisation…), la pratique du baiser lingual s'est répandue dans ces sociétés. Au début, ce sont surtout les jeunes qui ont adopté les pratiques occidentales, tandis que les personnes plus âgées « n'arrivaient pas à comprendre » pour quelles raisons les jeunes s'embrassaient.

## Neurobiologie
Le baiser permet de réduire les niveaux de cortisol, l'hormone de stress et d'augmenter la production d'hormone de l'attachement, l'ocytocine. Néanmoins la plupart de ces effets, comme la diminution de l’anxiété et la formation de l’attachement, ne sont pas spécifiques au baiser. Toutes les activités érotiques produisent apparemment des effets similaires.[citation nécessaire] D'après le biologiste Thierry Lodé ce type de baiser, qui induit l'échange de salive, donne des informations sur le système immunitaire du partenaire et produirait un évitement des personnes qui ont une trop grande parenté génétique. En effet, d'un point de vue évolutif, le partenaire sexuel doit disposer d'un système immunitaire différent pour être attrayant et apporter la diversité génétique qui favorisera la santé de la progéniture. L'identification des odeurs salivaires modifiées par le système immunitaire, permettrait de déclencher le désir, le consentement amoureux, et enfin l'acte sexuel proprement dit.

## Microbiote buccal et maladies
Au cours d'un baiser, pas moins de 80 millions de bactéries sont échangées en une dizaine de secondes par le mélange des salives, mais l'effet est transitoire, chaque individu retrouvant rapidement la composition de son microbiote salivaire,.
La plupart des maladies sexuellement transmissibles ne se transmettent pas par le baiser.
Néanmoins, un échange d'environ 250 types de bactéries et d'éventuels virus se produit, et il y a donc un risque de mononucléose infectieuse, d'herpès buccal, de grippe, de méningite, d'hépatite B etc.

## Représentation médiatique et artistique

### Au cinéma
En anglais, on emploie l'expression French kiss et en espagnol le Beso francés (« baiser français »). Il est fréquemment employé dans le cinéma pour exprimer le désir sexuel entre deux amoureux.[réf. souhaitée]
- French Kiss est un film de 1995 avec Meg Ryan, Kevin Kline et Jean Reno.
- Deep Kiss est une série de films pornographiques japonais montrant des lesbiennes entièrement dédiées au French kissing.
- The Art of Kissing est une série de films pornographiques américains datant de 2005 à 2008 montrant l'art d'embrasser entre filles.

### En musique
- French Kiss, groupe féminin japonais de J-pop.
- French Kiss, album d'Estelle Desanges.
- French Kiss (en), album de Bob Welch
- French Kissin' – The Collection, compilation de Deborah Harry.
- French Kiss (en), chanson de Lil' Louis.
- French Kiss, chanson de Sir-G.
- French Kiss, dixième piste de l'album Paris-Hollywood d'Afida Turner.
- French Kissing (en), chanson de Sarah Connor.
- Frenchkiss Records, label indépendant basé à New York.
- Le Baiser, chanson d'Alain Souchon sur l'album Au ras des pâquerettes (1999).
- French Kiss, musique EDM de l'artiste Trottle sur le label Monstercat.
- French Kiss, musique de Black M.
- Bésame mucho, paroles et musique de Consuelo Velázquez

### En photographie
- Le Baiser de l'Hôtel de ville de Robert Doisneau.